# Minimalismo bíblico
O minimalismo bíblico, também conhecido como Escola de Copenhague por duas de suas figuras mais proeminentes terem ensinado na Universidade de Copenhague, é um movimento ou tendência na erudição bíblica que começou na década de 1990 com duas reivindicações principais:
1. que a Bíblia não pode ser considerada evidência confiável para o que aconteceu no antigo Israel; e
2. que o próprio "Israel" é um assunto problemático para o estudo histórico.[1]

O minimalismo não é um movimento unificado, mas sim um rótulo que passou a ser aplicado a vários acadêmicos em diferentes universidades que tinham pontos de vista semelhantes, principalmente Niels Peter Lemche [en] e Thomas L. Thompson [en] da Universidade de Copenhagen, Philip R. Davies [en] e Keith Whitelam. O minimalismo deu origem a um intenso debate durante os anos 1990 - o termo "minimalistas" era na verdade um termo depreciativo dado por seus oponentes, que foram consequentemente apelidados de "maximalistas", mas na verdade nenhum dos lados aceitou nenhum dos rótulos.
Os maximalistas, são compostos por dois grupos bastante distintos, o primeiro representado pelo arqueólogo William Dever e a influente publicação Biblical Archaeology Review, o segundo pelo estudioso bíblico Iain Provan [en] e pelo egiptólogo Kenneth Kitchen. Embora esses debates tenham sido em alguns casos acalorados, a maioria dos estudiosos ocupou o meio-termo avaliando os argumentos de ambas as escolas criticamente.
Desde a década de 1990, embora alguns dos argumentos minimalistas tenham sido contestados ou rejeitados, outros foram refinados e adotados na corrente principal da erudição bíblica.

## Antecedentes: estudo acadêmico da Bíblia noséculo XX
No início do século XX, as histórias da Criação, a Arca de Noé e a Torre de Babel - resumindo, os capítulos 1 a 11 do Livro do Gênesis - tornaram-se sujeitas a um maior escrutínio por estudiosos, e o ponto de partida para a história era considerada as histórias de Abraão, Isaque e os outros patriarcas hebreus . Então, na década de 1970, em grande parte por meio da publicação de dois livros, The Historicity of the Patriarchal Narratives [en] , de Thomas L. Thompson [en], e Abraham in History and Tradition [en], de John Van Seters [en], tornou-se amplamente aceito que os capítulos restantes do Gênesis eram igualmente não históricos. Ao mesmo tempo, a arqueologia e a sociologia comparada convenceram a maioria dos estudiosos da área de que havia igualmente pouca base histórica para as histórias bíblicas do Êxodo e da conquista israelita de Canaã.
Então, na década de 1990, uma escola de pensamento emergiu do pano de fundo das décadas de 1970 e 1980, que sustentava que todo o empreendimento de estudar o antigo Israel e sua história foi seriamente prejudicado por um excesso de confiança no texto bíblico, para ser usado seletivamente, como uma fonte para o passado de Israel, e que o próprio Israel era, em qualquer caso, um assunto problemático. Esse movimento ficou conhecido como minimalismo bíblico.

## Minimalismo bíblico
Os estudiosos que passaram a ser chamados de "minimalistas" não são um grupo unificado e, na verdade, negam que formem um grupo ou "escola": Philip Davies aponta que, embora argumente que a maior parte da Bíblia pode ser datada de Período persa (século V a.C.), Niels Peter Lemche prefere o período helenístico (séc. III–séc. II), enquanto Whitelam não deu qualquer opinião. Da mesma forma, enquanto Lemche sustenta que a estela de Tel Dan (uma inscrição de meados do século IX a.C.que parece mencionar o nome de Davi) é provavelmente uma falsificação, Davies e Whitelam não. Em suma, os minimalistas não concordam em muito além de que a Bíblia é uma fonte duvidosa de informações sobre o antigo Israel.

### Bíblia como documento de origem histórica
A primeira das duas reivindicações centrais dos minimalistas é baseada na premissa de que a escrita da história nunca é objetiva, mas envolve a seleção de dados e a construção de uma narrativa usando ideias pré-concebidas do significado do passado — o fato de que a história é assim nunca neutro ou objetivo levanta questões sobre a precisão de qualquer relato histórico. Os minimalistas advertiram que a forma literária dos livros de história bíblica é tão aparente e as intenções dos autores tão óbvias que os estudiosos devem ser extremamente cautelosos ao considerá-los pelo valor de face. Mesmo que a Bíblia preserve algumas informações precisas, os pesquisadores não têm os meios para separar essas informações das invenções com as quais podem ter sido misturadas.
Os minimalistas não afirmam que a Bíblia é inútil como fonte histórica; em vez disso, eles sugerem que seu uso adequado é na compreensão do período em que foi escrito, um período que alguns deles situam no período persa (séc. V–séc. IV a.C.) e outros no período helenístico (séc. II–séc. III).

### Historicidade da nação de Israel
A segunda afirmação é que o próprio "Israel" é uma ideia difícil de definir em termos de historiografia. Há, em primeiro lugar, o Israel idealizado que os autores da Bíblia criaram — "Israel bíblico". Nas palavras de Niels Peter Lemche:
A nação israelita, conforme explicado pelos escritores bíblicos, tem poucos antecedentes históricos. É uma construção altamente ideológica criada por antigos estudiosos da tradição judaica a fim de legitimar sua própria comunidade religiosa e suas reivindicações político-religiosas de terra e exclusividade religiosa.
Estudiosos modernos pegaram aspectos do Israel bíblico e os casaram com dados de fontes arqueológicas e não bíblicas para criar sua própria versão de um Israel passado — "Israel Antigo". Nenhum dos dois tem muita relação com o reino destruído pela Assíria por volta de 722 AEC — "Israel histórico". Os verdadeiros temas para a escrita da história no período moderno são ou este Israel histórico ou então o Israel bíblico, o primeiro uma realidade histórica e o segundo uma criação intelectual dos autores bíblicos. Ligada a isso estava a observação de que os estudiosos bíblicos modernos concentraram suas atenções exclusivamente em Israel, Judá e sua história religiosa, enquanto ignoravam o fato de que estes haviam sido apenas uma parte bastante insignificante de um todo mais amplo.

## Obras importantes
- In Search of Ancient Israel (Philip R. Davies, 1992)[12] lit.  "Em busca do antigo Israel"

O livro de Davies "popularizou a conversa acadêmica e cristalizou a importância das posições acadêmicas emergentes" a respeito da história de Israel entre os séculos X e VI - em outras palavras, resumiu a pesquisa e o pensamento atuais em vez de propor algo original. Foi, no entanto, um trabalho divisor de águas na medida em que reuniu as novas interpretações que emergiam da arqueologia: o estudo dos textos, a sociologia e a antropologia. Davies argumentou que os estudiosos precisavam distinguir entre os três significados da palavra Israel: o antigo reino histórico desse nome (Israel histórico); o Israel idealizado dos autores bíblicos que escreveram na era persa e buscaram unificar a comunidade pós-exílica de Jerusalém criando um passado comum (Israel bíblico); e o Israel que foi criado por estudiosos modernos durante o século passado ou mais, combinando os dois primeiros (que ele chamou de Israel antigo, em reconhecimento ao uso generalizado dessa frase nas histórias acadêmicas). O "Israel antigo", argumentou ele, era especialmente problemático: os estudiosos da Bíblia corriam o risco de confiar demais em suas reconstruções ao confiar demais no "Israel bíblico", a versão altamente ideológica da Bíblia de uma sociedade que já havia deixado de existir quando a maior parte dos livros bíblicos atingiu sua forma final.
- The Invention of Ancient Israel (Keith Whitelam, 1996)[14] lit.  "A invenção do antigo Israel"

Com o subtítulo "O Silenciamento da História Palestina", Whitelam criticou seus pares por sua concentração em Israel e Judá, excluindo muitos outros povos e reinos que existiram na Idade do Ferro na Palestina. A história palestina do período do século XIII a.C. ao II d.C. foi ignorada e os estudiosos se concentraram nos desenvolvimentos políticos, sociais e, acima de tudo, religiosos na pequena entidade de Israel. Isso, argumentou ele, apoiava a reivindicação contemporânea da terra da Palestina pelos descendentes de Israel, ao mesmo tempo em que mantinha os estudos bíblicos na esfera da religião, em vez da história.
- The Israelites in History and Tradition (Niels Peter Lemche, 1998)[16] lit.  "Os Israelitas na História e na Tradição"

- The Mythic Past (Thomas L. Thompson [en], 1999)[17] lit.  "O Passado Mítico"

O subtítulo da edição americana de The Mythic Past era "Biblical Archaeology and the Myth of Israel" lit.  "Arqueologia Bíblia e o Mito de Israel", uma frase quase garantida para causar polêmica nos Estados Unidos. O título europeu, The Bible in History [en], talvez seja mais descritivo de seu tema real: a necessidade de tratar a Bíblia como literatura em vez de história - "A linguagem da Bíblia não é uma linguagem histórica. É uma linguagem de alta literatura, de história, de sermão e de música. É uma ferramenta de filosofia e instrução moral." Esta foi a tentativa de Thompson de definir a posição minimalista perante um público mais amplo; tornou-se a causa de uma réplica de William Dever, What Did the Biblical Writers Know and When Did They Know It? [en], o que por sua vez levou a uma acirrada disputa pública entre os dois.

## Recepção e influência
As ideias dos minimalistas geraram considerável controvérsia durante os anos 1990 e no início do século XXI. Alguns estudiosos conservadores reagiram defensivamente, tentando mostrar que os detalhes da Bíblia eram de fato consistentes com o fato de terem sido escritos por contemporâneos (contra a afirmação minimalista de que eram em grande parte obra dos períodos persa ou helenístico). Um trabalho notável neste campo foi On the Reliability of the Old Testament [en], de Kenneth Kitchen. Tomando uma abordagem diferente, A Biblical History of Israel, por Iain Provan [en], V. Philips Long [en] e Tremper Longman III [en], argumentou que o critério de desconfiança estabelecido pelos minimalistas (a Bíblia deve ser considerada não confiável, a menos que diretamente confirmada por fontes externas) foi irracional e que deve ser considerado confiável, a menos que seja falsificado diretamente. Avi Hurvitz comparou o hebraico bíblico com o hebraico de inscrições antigas e achou-o consistente com o período anterior ao período persa, questionando assim a principal afirmação minimalista de que os livros bíblicos foram escritos vários séculos depois dos eventos que descrevem. Já Takamitsu Muraoka [en] argumenta contra a hipótese de que toda a Bíblia Hebraica foi composta no período persa, associada a alguns minimalistas como Davies, argumentando que há características específicas do hebraico bíblico tardio, como algumas grafias raras em plene [en], contidas em livros datado da era persa também pelos minimalistas, mas incomum ou ausente em outros lugares.